# Mireya González
Mireya González Álvarez (* 18. Juli 1991 in León) ist eine spanische Handballspielerin.

## Karriere
Mireya González spielte bis 2012 beim spanischen Verein BM Alcobendas. Anschließend wechselte die Rückraumspielerin zum französischen Erstligisten Union Mios Biganos-Bègles. Mit Union Mios Biganos-Bègles gewann sie in der Saison 2014/15 den EHF Challenge Cup. Im Jahre 2015 schloss sie sich dem ungarischen Verein Érdi VSE an. Im Februar 2018 wurde González bis zum Saisonende 2017/18 an Győri ETO KC ausgeliehen, um den verletzungsbedingten Ausfall von Nora Mørk zu kompensieren. Mit Győri ETO KC gewann sie die ungarische Meisterschaft, den ungarischen Pokal sowie die EHF Champions League. In der Saison 2018/19 stand die Linkshänderin beim ungarischen Erstligisten Siófok KC unter Vertrag. Mit Siófok gewann sie 2019 den EHF-Pokal. Anschließend wechselte sie zum rumänischen Erstligisten SCM Râmnicu Vâlcea. Seit der Saison 2022/23 steht González beim Ligakonkurrenten HC Dunărea Brăila unter Vertrag.
Mireya González gehört dem Kader der Spanischen Nationalmannschaft an. Bei der Weltmeisterschaft 2019 gewann sie mit der spanischen Auswahl die Silbermedaille. Mit der spanischen Auswahl nahm sie an den Olympischen Spielen in Tokio. und der Weltmeisterschaft 2023 teil. Sie stand auch für das olympische Handballturnier 2024 im spanischen Aufgebot.